# Asura porphyrea
Asura porphyrea är en fjärilsart som beskrevs av Pieter Cornelius Tobias Snellen 1880. Asura porphyrea ingår i släktet Asura och familjen björnspinnare. Inga underarter finns listade i Catalogue of Life.